# Зорица Ђуђић
Зорица Ђуђић (Пожаревац, 24. октобар 1954) српска је књижевница, песникиња и текстописац.

## Биографија
Зорица Ђуђић је завршила основну, средњу и вишу школу. Још у време раног образовања, наставнички кадар је приметио њен таленат за писање, а када јој је било свега петнаест година ухом зналца га је препознао и усмерио композитор Будимир Буца Јовановић. Тако је она постала најмлађи текстописац у Југославији и њени стихови су ушли у све домове бивше државе. Метрички сковане риме Зорице Ђуђић испевала су велика музичка имена: Шабан Шаулић, Беба Селимовић, Вида Павловић, Добривоје Топаловић, Митар Мирић, Зоран Јовановић, Зорица Брунцлик, Кемал Маловчић, Халид Бешлић, Мерима Његомир, Радиша Урошевић, Јасна Кочијашевић, Весна Змијанац, Зорица Марковић, Јашар Ахмедовски, Мира Шкорић, Халид Муслимовић, Шемса Суљаковић, Хасан Дудић и многи други. Према дискографској бази података „Discogs”, име Зорице Ђуђић уписано је на преко сто носача звука.
Своју домовину је први пут напустила 1970-их година, после смрти мајке. Настанила се у Италији и тамо засновала породицу. Ћерка јој умрла у седмој години живота. Убрзо, родила је још једну девојчицу. У Србију се са породицом вратила 1980-их и у њој живела неколико година, али се због економских разлога 1987. одселила у Аустрију. Недуго лета потом, Зорица Ђуђић се развела и посветила подизању и школовању своје ћерке. Враћање писању поезије за њу је значило нови почетак. Објавила је пет поетских књига, рачунајући и „Песмарицу” са свим музичким текстовима који су постали део југословенске дискографске историје. Припрема још једну збирку песама и роман.
У сарадњи са Милинком Аметовићем Бегановићем је 2018. године у Бечу основала аматерско позориште „Гастарбајтери”, чиме се позиционирала у културном животу Срба у Аустрији. За потребе позоришта у којем обавља функцију потпредседника, а Аметовић Бегановић председника, написала је три позоришна комада – две комедије и монолог.
У Кући Ђуре Јакшића, у београдској Скадарлији, наступила је три пута – једном као књижевница и два пута као глумица.
Увршћена је у „Енциклопедију националне дијаспоре”, коју уређује Иван Калаузовић Иванус.
Члан је Удружења књижевника Србије, удружења „Бечке поете”, Српског уметничког друштва „Београд” и међународне културне асоцијације „VerbumlandiArt” из Галатонеа у Италији.
Говори италијански и немачки јeзик.

## Дела (избор)

### Књиге
- Селидбе – поезија (Марин, Сремска Митровица, 2015)
- Жаришта постојања – поезија (Клуб љубитеља књиге „Мајдан”, Костолац, 2016)
- Месец на крову ноћи (итал. La luna sul tetto della notte) – поезија, двојезично: на српском и италијанском (Edit Santoro, Галатина, Италија, 2018)
- Тињајуће ватре – поезија (Удружење писаца „Поета”, Костолац, 2020)
- Завичају, ми смо твоји – комедије и монодраме (Dinex, Београд, 2022) – коаутор: Милован Аксентијевић
- Песмарица – опевана поезија из душе потекла (Dinex, Београд, 2022)

### Позоришни комади
- Пут до каријере – стихована комедија
- Кад нас Беч побечи – комедија
- Како сам се удала – монолог

### Текстови песама
- Иди из срца мог – Кенан Таировски (1969)
- Због вољене жене – Гвозден Радичевић (1970)
- Због неверства једне жене – Шабан Шаулић (1970)
- Лажни осмијех – Аземина Грбић (1970)
- Теците, сузе – Беба Селимовић (1971)
- Што ме мучиш, проклети животе – Шабан Шаулић (1971)
- За весеље срећа треба – Сафет Реџић (1972)
- Човек без среће – Драгослав Белић (1972)
- Када једном будеш сама – Сафет Реџић (1973)
- Живот тече, живот хуји – Вида Павловић (1974)
- Пусти, мајко, на прозор да станем – Вида Павловић (1974)
- Удаше те твоји – Шабан Шаулић (1974)
- Горе писма, сведоци љубави – Шабан Шаулић (1975)
- Пиши ми, сејо – Добривоје Топаловић (1975)
- Праг дома мога – Миливоје Ђуришић (1975)
- Ти мотику, а ја плуг – Шабан Шаулић (1975)
- Не лажимо једно друго – Вида Павловић (1976)
- Како ти је кад ме сретнеш – Митар Мирић (1977)
- Ја сам ноћас од свих заборављен (Капетан потонулог брода) – Зоран Јовановић (1978)
- Када гора позелени листом – Сафет Реџић (1978)
- Да ли си сада још онако леп – Зорица Брунцлик (1979)
- Два ме сунца грејаше до данас – Кемал Маловчић (1981)
- Не тражи ме у сновима – Вида Павловић (1981)
- Чежња за тобом – Раде Петровић (1981)
- Изабраник мога срца – Зорица Брунцлик (1982)
- Једна међа, а две њиве – Зорица Брунцлик (1982)
- Пјесма само о њој – Халид Бешлић (1982)
- Рука руку стеже – Мерима Његомир (1982)
- Страх ме ноћас – Зорица Брунцлик (1982)
- Верујем у боље дане – Весна Змијанац (1983)
- Коси момче ливаду – Јасна Кочијашевић (1983)
- Радо моја бела – Радиша Урошевић (1983)
- Ти љубиш слатко – Јасна Кочијашевић (1983)
- Да ли ћеш ме препознати, мајко – Раде Петровић (1984)
- И кад ћутиш, ти ми много кажеш – Радиша Урошевић (1984)
- Срели смо се – Радиша Урошевић (1984)
- Војничка песма – Шабан Шаулић (1985)
- Кажи, шта те то мења – Јасна Кочијашевић (1985)
- Нит без тебе, нит са тобом – Јашар Ахмедовски (1985)
- Пуж, пуж – Ангел Димов (1985)
- Смирићу те само ја – Зорица Марковић (1985)
- Ево мене, ево цуре – Зоран Јовановић (1988)
- Мало смо заједно – Мира Шкорић (1988)
- Ноћас точим своју младост – Халид Муслимовић (1988)
- Сиротиња људе свађа – Шемса Суљаковић (1989)
- Чија је оно мала – Шабан Шаулић (1992)
- Сапутнице моја лажна – Раде Лацковић (1995)
- Српска туга – Зоран Јовановић (1995)
- Моја заклетво – Зорица Брунцлик (2010)
- Кућо моја – Зорица Брунцлик (2017)
- Нема више мога брата – Хасан Дудић (2019)

## Награде и признања
- Прва награда за песму „У долини сунцокрета” на конкурсу „Реч у времену” Српског уметничког друштва „Београд” (Београд)
- Плакета за професионалност у књижевности и спајање култура међу државама (Рим)
- Друга награда за песму „Очима измакла лепота” (Рим)
- Трећа награда за песму „Камена лепота” (Капри)